# Vobiscum Satanas
Vobiscum Satanas – drugi album studyjny black metalowego zespołu Dark Funeral wydany 27 kwietnia 1998 roku przez wytwórnię No Fashion Records. 

## Lista utworów
1. „Ravenna Strigoi Mortii” – 4:27
2. „Enriched By Evil” – 4:43
3. „Thy Legions Come” – 4:13
4. „Evil Prevail” – 4:28
5. „Slava Satan” – 3:59
6. „The Black Winged Horde” – 4:38
7. „Vobiscum Satanas” – 5:00
8. „Ineffable King Of Darkness” – 3:38

## Twórcy
- Micke „Lord Ahriman” Svanberg – gitara elektryczna
- Emperor Magus Caligula – gitara basowa, śpiew
- Tomas „Alzazmon” Asklund – perkusja
- Henrik „Typhos” Ekeroth – gitara elektryczna